# The Big Blues
The Big Blues — дебютний студійний альбом Альберта Кінга, який було випущено в 1962 році під лейблом King Records. Сингл «Don't Throw Your Love on Me So Strong» посів 14 сходинку в чарті Billboard R&B Singles.

## Список композицій
1. «Let's Have a Natural Ball» (Альберт Кінг) — 2:55
2. «What Can I Do to Change Your Mind?» (Альберт Кінг) — 2:54
3. «I Get Evil» (Альберт Кінг) — 2:31
4. «Had You Told It Like It Was (It Wouldn't Be Like It Is)» (Сонні Томпсон) — 3:09
5. «This Morning» (Альберт Кінг) — 2:12
6. «I Walked All Night Long» (Альберт Кінг) — 2:56
7. «Don't Throw Your Love on Me So Strong» (Альберт Кінг) — 3:00
8. «Travelin' to California» (Альберт Кінг) — 3:05
9. «I've Made Nights by Myself» (Альберт Кінг) — 2:40
10. «This Funny Feeling» (Руді Тумс) — 2:37
11. «Ooh-Ee Baby» (Альберт Кінг) — 3:58
12. «Dyna Flow» (Альберт Кінг) — 2:52

## Учасники запису
- Альберт Кінг — гітара, вокал